# Leptoteleia ferdinandi
Leptoteleia ferdinandi är en stekelart som beskrevs av Lubomir Masner 1978. Leptoteleia ferdinandi ingår i släktet Leptoteleia och familjen Scelionidae. Inga underarter finns listade i Catalogue of Life.